# Brachydiplosis caricum
Brachydiplosis caricum är en tvåvingeart som beskrevs av Rubsaamen 1910. Brachydiplosis caricum ingår i släktet Brachydiplosis och familjen gallmyggor. Inga underarter finns listade i Catalogue of Life.